# Acidosasa guangxiensis
Acidosasa guangxiensis är en gräsart som beskrevs av Qi Hui Dai och C.F.Huang. Acidosasa guangxiensis ingår i släktet Acidosasa och familjen gräs. Inga underarter finns listade i Catalogue of Life.